# Аль-Каида
«Аль-Ка́ида» (араб. القاعدة‎, al-qāʿidah,
IPA: /ælˈqɑːʕɪdɐ/, «основа», «база», «фундамент», «принцип») — одна из самых крупных исламистских международных террористических организаций.
Создана в 1988 году. После вывода советских войск из Афганистана «Аль-Каида» направила остриё борьбы против США, стран так называемого «западного мира» и их сторонников в исламских странах. Целью организации является свержение светских режимов в исламских странах, создание «Великого исламского халифата».
Внутренние фракции в составе Аль-Каиды являются сторонниками как идей салафизма, так и идей деобанди.
После взрывов посольств США в столицах Кении и Танзании в 1998 году «Аль-Каида» приобрела статус террористической организации № 1 в мире. На счету «Аль-Каиды» — планирование и осуществление целого ряда крупных террористических актов, в том числе терактов 11 сентября 2001 года в США. Цепь событий, начавшаяся с нападения 11 сентября 2001 года и связанная с деятельностью «Аль-Каиды» и мерами по её подавлению, известна как Война против терроризма. Сотрудничает с Лашкаре-Тайба, Лашкар-е-Джангви и Имаратом Кавказ (до 2015).

## История
Западные исследователи выделяют 5 периодов в истории «Аль-Каиды»: возникновение (конец 1980-х гг.), «дикий» период (1990—1996 гг.), расцвет (1996—2001 гг.), периоды существования в виде сети (2001—2005 гг.) и фрагментации (после 2005 г.).

### Истоки. Афганская война (1979—1989)
3 июля 1979 года американский президент Джимми Картер подписал президентский указ, санкционирующий финансирование антикоммунистических сил в Афганистане. Главным образом, программа основывалась на использовании пакистанской разведки (ISI) в качестве посредника для распределения финансирования, снабжения оружием и обучения афганских сил оппозиции. Помимо финансирования со стороны аналогичных программ английской МИ-6 и Особой воздушной службы, Саудовской Аравии и Китайской Народной Республики, ISI занималась вооружением и обучением свыше 100 000 бойцов незаконных вооружённых формирований за период с 1978 по 1992 год. Они также занимались вербовкой добровольцев из арабских государств в ряды афганских моджахедов для борьбы с советскими войсками, дислоцированными в Афганистане.
В рамках операции «Циклон» начиная с 1980 года шёл рост объёма американской военной помощи афганским боевикам: в 1984 году её объём составил 125 миллионов долларов, в 1985 году — 250 миллионов, а в 1986 году — 470 миллионов, в 1987 году он составил 630 миллионов долларов. По данным Мохаммада Юсуфа — начальника афганского отдела центра разведки Пакистана, в 1983—1987: объём финансовых средств, направленных на поддержку афганских моджахедов к 1987 году, только от США — в день составлял около 1-го миллиона долларов — 1,75 миллионов дойче марок. Общая сумма помощи афганским моджахедам из США к 1988 году достигла 2,1 миллиарда долларов. Такой же объём военной помощи оказала Саудовская Аравия. Вместе с тем, значительные финансовые средства поступали из частных фондов арабских стран Персидского залива — порядка 400 миллионов долларов ежегодно.
Против советских войск в Афганистане был объявлен джихад. К войне присоединилось большое количество арабских наёмников. Помощь шла через международные исламские организации. В их числе особое место занимала «Мактаб аль-Хидамат», основанная в 1984 году в городе Пешавар (Пакистан) Абдуллой Аззамом и Усамой бен Ладеном.
«Мактаб-аль-Хидамат» создала в Пешаваре «гостевые дома» и лагеря подготовки боевиков. Усама бен Ладен направил на поддержку этой организации личные средства. С 1987 года Аззам и бен Ладен начали создавать лагеря в самом Афганистане. Однако «Мактаб-аль-Хидамат» и арабские наёмники не играли какой-либо значимой роли в войне. Адам Дольник пишет, что существуют данные о сотрудничестве Усамы бен Ладена с представителями США в рамках программы помощи афганским моджахедам. По различным оценкам, в войне принимало участие примерно 35 000 иностранных мусульман из 43 исламских стран, многие из которых затем участвовали в террористической деятельности «Аль-Каиды».
После убийства Аззама в 1989 году «Мактаб аль-Хидамат» распалась и большая её часть влилась в «Аль-Каиду».

### Возникновение «Аль-Каиды»
Как пишет Лоуренс Райт, «Аль-Каида» была создана 11 августа 1988 года, когда состоялась встреча нескольких высших руководителей «Египетского исламского джихада», Абдуллы Аззама и Усамы бен Ладена, на которой было решено объединить деньги бен Ладена с опытом «Египетского исламского джихада» для ведения джихада по всему миру после ухода советских войск из Афганистана. Встреча прошла в Пешаваре (Пакистан). Также участие в создании «Аль-Каиды» принимал Хафиз Мохаммад Саид возглавлявший Лашкаре-Тайба, Айман аз-Завахири и Сайид Имам аль-Шарифа (Доктор Фадль).
ЦРУ подверглось критике за финансирование исламистских боевиков в Афганистане, поскольку из их состава впоследствии была создана Аль-Каида. Журналист и писатель, эксперт по исламскому терроризму Джейсон Берк писал в ответ на эту критику, что финансирование направлялось Гульбеддину Хекматияру, а будущий создатель и глава Аль-Каиды Усама бен Ладен на тот момент не представлял собой ничего серьёзного: его группировка едва превышала дюжину человек и сильно зависела от других исламистских организаций, таких как «Египетский исламский джихад». В своей книге «„Аль-Каида“: Подлинная история радикального ислама» Берк утверждал, что:

Первое упоминание о чём-то, называвшемся «Аль-Каида», появилось в отчёте ЦРУ, составленном в 1996 г., упоминавшем, что приблизительно в 1985 г. бен Ладен… организовал Исламский Фронт Спасения, или «Аль-Каида», для поддержки моджахедов в Афганистане. Не ясно при этом, имел ли автор в виду группу, действующую как «Аль-Каида» или называвшуюся «Аль-Каида»… Безусловно, никаких упоминаний «Аль-Каиды» нет в переписке между Госдепартаментом и его представителями в Пакистане.

### Война в Персидском заливе и обращение «Аль-Каиды» против США
Вскоре после ухода СССР из Афганистана Усама бен Ладен возвращается в Саудовскую Аравию (1989 г.), а в августе 1990 г. войска соседнего Ирака оккупируют Кувейт, создавая серьёзную угрозу и саудовским нефтяным полям. Усама бен Ладен предлагает королю Фахду свою помощь — переброску моджахедов из Афганистана для обороны от возможного наступления иракской армии. Но монарх от предложения отказывается, выбирая вместо этого помощь США. Американские и союзные им войска высаживаются на аравийской земле. Но Усама бен Ладен считает, что пребывание иностранных войск оскверняет «землю двух мечетей» (Мекку и Медину). После его публичного выступления власти Саудовской Аравии изгоняют бен Ладена (1991 г.), и тот отправляется со своими сторонниками в Судан.

### В Судане (1992—1996 гг.)
В Судан бен Ладен и его сторонники прибыли по приглашению идеолога исламизма Хасана Тураби. В Судане к власти в результате переворота как раз пришли исламисты во главе с Омаром аль-Баширом. Сотрудничая с новым суданским правительством и ведя бизнес, Усама бен Ладен организует в стране лагеря для подготовки боевиков.
В 1992 году Саудовская Аравия поддерживает Соглашения в Осло, ведущие к миру между палестинцами и Израилем. А в 1994 г. лишает бен Ладена саудовского подданства. За этим немедленно последовало лишение его родственников ежемесячного пособия (7 млн дол. в год) и замораживанием счетов. Родственники публично отреклись от Усамы бен Ладена.
Между тем крах терпит «Египетский исламский джихад»: в 1993 году неудачное покушение на премьер-министра Египта Атефа Седки приводит к гибели школьницы, и египетское общественное мнение отворачивается от исламистов. Египетская полиция арестовывает 280 членов группировки аз-Завахири и казнит 6 из них. В июне 1995 года ещё более неудачное покушение на президента Мубарака влечёт полное изгнание «Египетского исламского джихада» из Египта. В мае 1996 года суданские власти решают выдворить и Усаму бен Ладена. После этого он переехал в Афганистан.

### 1996—2001 гг.
В период с 1996 по 2001 год руководство «Аль-Каиды» базировалось в Афганистане.
«Деятельность организации включает в себя и торговлю наркотиками, производимыми в Афганистане», — отмечалось в Досье премьер-министра Великобритании Тони Блэра «Доказательства вины бен Ладена».
В это время активно работали тренировочные лагеря, крупнейшим из которых был лагерь аль-Фарук.
В феврале 1998 года Усама бен Ладен издал фетву, призывающую к убийству американцев. 12 марта того же года сорок афганских духовных лиц выпустили фетву, призывающую к джихаду против американцев. Ещё одна аналогичная фетва была издана группой пакистанских духовных лидеров, и её подписал шейх Ахмед Аззам в конце апреля 1998 года. В 1998 году в Аль-Каиде были выделены четыре структуры: пирамидальная структура для облегчения стратегического и тактического управления, глобальная террористическая сеть, структура для продолжения партизанской войны внутри Афганистана, а также свободное объединение международных террористических и партизанских групп.
11 сентября 2001 года группировка под руководством Усамы бен Ладена провела крупный теракт на территории США.

### После 2001 г.
После захвата организацией ХАМАС власти в Секторе Газа в 2006 году, «Аль-Каида» стала проявлять интерес к созданию ячеек в этом регионе. Разногласия между этими организациями привели к крупномасштабному столкновению 15 августа 2009 года в Рафиахе, в котором погибло как минимум 24 человека и более 120 получили ранения.
По утверждению ливийских властей, «Аль-Каида» причастна к массовым беспорядкам в Ливии.
В июне 2011 года «Аль-Каида» обратилась к мусульманам всего мира с призывом к «индивидуальному джихаду».
По утверждению директора ФСБ России Александра Бортникова (октябрь 2012 года): «Идеологические установки „Аль-Каиды“ позволяют ей эффективно вербовать новых сторонников, а широкое использование современных информационно-коммуникационных технологий делают процесс радикализации населения массовым».
Интересен вывод, к которому пришёл учёный Марк Сэйджман, составивший социально-психологический портрет террористов «Аль-Каиды»: фанатики оказались нормальнее среднестатистических обывателей, поскольку «Аль-Каида» отсеивала за ненадёжностью психически неустойчивых кандидатов.
В 2011 году США провели операцию по «устранению» лидера Аль-Каиды, Усамы бен Ладена. После смерти бен Ладена в 2011 году Аль-Каида поклялась отомстить за его убийство.
Затем группу возглавил египтянин Айман аль-Завахири, пока он тоже не был убит Соединенными Штатами в 2022 году. По сообщениям, на 2021 год в Аль-Каиде были проблемы с централизованной координацией региональной деятельности.
На 2023 Аль-Каида сохраняла многочисленные вооружённые ячейки в Африке, Ближнем Востоке и Азии. Одними из крупнейших ячеек являются группировки «Харакат аш-Шабаб», «АКАП», «АКСИМ» и «АКИС».

## Структура организации
Руководителем «Аль-Каиды» считался Усама бен Ладен (убит 2 мая 2011 года), его правой рукой — Айман аз-Завахири (убит 31 июля 2022). Во главе этой организации стоит шура́ (совет). Ниже в структуре организации расположены 8 комитетов (религии, военный, связи с общественностью, финансовый и др.).
По данным ЦРУ, через тренировочные лагеря «Аль-Каиды» в Афганистане за 1989—2001 гг. прошло от 25 до 100 тыс. рекрутов. Крупнейшими лагерями для подготовки бойцов были Аль-Фарук, Хальден и Дурунта. Аналогичные лагеря были созданы и функционировали в Судане, на Кавказе, на Балканах, во многих государствах Ближнего и Дальнего Востока. В результате членами «Аль-Каиды» являются выходцы практически из всех мусульманских государств и регионов мира. Ячейки этой организации обнаружены в 34 странах мира.

### Террористическая деятельность
Самым крупным террористическим актом, по официальной версии, организованным «Аль-Каидой», стала атака на здания ВТЦ и Пентагона в Соединённых Штатах Америки 11 сентября 2001 года.
Согласно исследованию, проведённому военной академией США Вест-Пойнт, подавляющее большинство (88 %) жертв терактов «Аль-Каиды» в 2004—2008 гг. — не граждане западных стран, в основном это иракцы. Авторы исследования пришли к выводу, что «мусульмане, которых они [исламские экстремисты] якобы защищают — гораздо более вероятная цель для насилия „Аль-Каиды“, чем западные правительства, с которыми они провозгласили борьбу».

## Признание террористической группировкой
Следующие страны и международные организации считают «Аль-Каида» террористической группировкой:
- Иран
- Россия
- Турция
- Ливан
- Саудовская Аравия
- Индонезия
- Италия
- Германия
- Польша
- Дания
- Греция
- Эстония
- Болгария
- Франция
- Великобритания
- Нидерланды
- Хорватия
- Чехия
- Словения
- Албания
- Канада
- Австралия
- ОАЭ
- Бахрейн
- Катар
- Филиппины
- Малайзия
- Босния и Герцеговина
- Иордания
- Грузия
- Азербайджан